# Stammliste des Hauses Lippe

Stammwappen des Hauses Lippe

Stammliste des Hauses Lippe mit den in der Wikipedia vertretenen Personen und wichtigen Zwischengliedern.

## Haus Lippe (Von Hermann I. bis Otto)
1. Hermann zur Lippe, Herr zur Lippe
  1. Bernhard I. (Lippe)
  2. Hermann I. (Lippe)
    1. Bernhard II. (Lippe) (um 1140–1224) ⚭ Heilwig von Are-Hochstaden (* 1150, † 1196) – Lipperode, später: 1194 Mönch in Marienfeld, 1210 Abt von Dünamünde, 1218 Bischof von Selonia in Livland
      1. Bernhard von Lippe, als Bernhard IV. Bischof von Paderborn (1227–1247)
      2. Gerhard II./Gerhard zur Lippe (um 1190–1258), Erzbischof von Bremen (1219–1258)
      3. Gertrud (Äbtissin des Stift Herford 1217–1233)
      4. Hermann II. (Lippe) (1175–1229) ⚭ Oda von Tecklenburg, Gräfin von Tecklenburg
        1. Bernhard III. (Lippe) (um 1194–um 1265) ⚭ Sofie van Cuijck-Amsberg
          1. Bernhard IV. (Lippe) (um 1230–1275) ⚭ Agnes von Kleve (um 1232–1285), Tochter von Graf Dietrich IV./VI. (Kleve)
            1. Simon I. (Lippe) (um 1261–1344) ⚭ Adelheid von Waldeck, Tochter von Graf Heinrich III. von Waldeck († 1267)
              1. Bernhard V. zur Lippe (* 1277, † 1341), Fürstbischof von Paderborn 1321–1341
              2. Hermann († ca. 1324), Kleriker
              3. Heinrich von der Lippe († ca. 1336), Dompropst in Minden, Domherr in Osnabrück und Domscholaster in Münster
              4. Diedrich († nach 8. September 1326), Ritter im Deutschen Orden
              5. Simon von der Lippe († 1334), Domherr in Münster, begraben im Kloster Marienfeld
              6. Bernhard V. (Lippe) (* um 1290; † vor 1365), Herr von Lippe (Rheda) 1344–1365 ⚭ Richarda von der Mark (von Saffenberg)
                1. Simon († vor 1363)
                2. Adelheid (Eilicke) († um 1392), ⚭ (1362) Graf Otto VI. (Tecklenburg)
                3. Mechtild († 1365); ⚭ Graf Heinrich II. (Holstein-Rendsburg)
                4. Heilwig

              7. Adolf
              8. Mechthild († nach 9. April 1366), ⚭ ca. August 1310 Graf Johann II. von Bentheim († 1332)
              9. Adelheid (1298–1324), ⚭ (ca. 29. September 1324 ?) Hermann II. von Everstein (vor 1305– nach 1350)[1]
              10. Otto (Lippe) (* um 1300, † um 1360), Herr von Lippe in Lemgo 1344–1360 ⚭ Irmgard von der Mark; → Nachfahren siehe unten, Haus Lippe
              11. Hedwig (* vor 1313; † nach 5. März 1369), ⚭ Adolf VII. (Schaumburg) († 1354)

          2. Hermann III. (Lippe) (um 1233–1274), 1265–1274 Graf zu Lippstadt
          3. Hedwig zur Lippe (um 1238–1271) ⚭ Graf Otto III. (Ravensberg)
          4. Gerhard zur Lippe (um 1240–1259), Dompropst zu Bremen
          5. Dietrich zur Lippe (um 1244–nach 1271), Dompfarrer zu Minden
          6. Elisbath zur Lippe (um 1250–nach 1316) ⚭ Balduin II. (Steinfurt)
          7. Agnes zur Lippe (um 1251–1307) ⚭ Hoyer I. (Sternberg)
          8. Adelheid zur Lippe ⚭ Adolf I. (Schwalenberg)
          9. Sophie zur Lippe (um 1249–1275) ⚭ Albrecht I. (Regenstein)

        2. Simon I. (Lippe, Bischof) (um 1196–1277), Bischof von Paderborn (1247–1277)
        3. Otto II. von Lippe (um 1198–1259), Bischof von Münster (1248–1259)
        4. Heilwig von der Lippe (um 1200–1248/50) ⚭ Adolf IV. (Schauenburg und Holstein) (vor 1205–1261)
        5. Ethelind (um 1204–um 1273)
        6. Oda zur Lippe (um 1210–1262) ⚭ Graf Konrad I. (Rietberg)
        7. Gertrud II. zur Lippe (um 1215–1244) ⚭ Graf Ludwig (Ravensberg)

      5. Otto II. von Utrecht († 1227), Bischof von Utrecht (1216–1227)

### Haus Lippe (Ab Otto)
1. Otto (Lippe) (um 1300–um 1360), 1344–1360 Herr von Lippe in Detmold ⚭ Irmgard de la Marck; → Vorfahren siehe oben, Haus Lippe
  1. Simon III. (Lippe) (um 1340–1410) ⚭ Irmgard von Hoya († 1415), Tochter des Grafen Johann II. (Hoya) (1319–1377), Herrschaft 1340–1410
    1. Bernhard VI. (Lippe) (um 1370–1415), Herrschaft 1410–1415 II. ⚭ Margarethe von Mörs
      1. Simon IV. (Lippe) (1404–1429), Herrschaft 1415–1430, ⚭ Herzogin Margaretha von Braunschweig (1411–1456)
        1. Bernhard VII. (Lippe) (1428–1511), gen. Bellicosus (der Streitbare) ⚭ Anna von Holstein-Schauenburg (1435–1495), Tochter von Otto II. (Schaumburg) (1400–1464), Herrschaft 1430–1511
          1. Simon V. (Lippe) (1471–1536), 1528 Reichsgraf zur Lippe ⚭ (I) Walpurge von Bronckhorst († 1522); ⚭ (II) Magdalene von Mansfeld-Mittelort (* um 1500)
            1. Bernhard VIII. (Lippe) (Graf 1536–1563) ⚭ Katharina von Waldeck-Eisenberg (1524–1583), Tochter von Graf Philipp III. (Waldeck) (1486–1539)
              1. Anna (1551–1614) ⚭ Graf Wolfgang II. von Everstein–Massow
              2. Magdalena zur Lippe (1552–1587) ⚭ Landgraf Georg I. (Hessen-Darmstadt) (1547–1596)
              3. Simon VI. (Lippe) (1554–1613) ⚭ (I) Armgard von Rietberg (1551–1584); ⚭ (II) Elisabeth von Holstein und Schauenburg († 1638), Tochter von Graf Otto IV. (Schaumburg) (1517–1576)
                1. Bernhard zur Lippe (1586–1602)
                2. Simon VII. (Lippe) (1587–1627) ⚭ (I) Anna Katharina von Nassau-Wiesbaden (1590–1622); ⚭ (II) Maria Magdalena von Waldeck-Wildungen (1606–1671), Tochter von Graf Christian (Waldeck) (1585–1637); → Nachfahren siehe unten, Haus Lippe-Detmold
                3. Otto (Lippe-Brake) (1589–1657) ⚭ Margarete von Nassau-Dillenburg (1606–1661), Tochter von Georg (Nassau-Dillenburg) (1562–1623); → Nachfahren siehe unten, Linie Lippe-Brake
                4. Hermann (Lippe-Schwalenberg) (1590–1620)
                5. Elisabeth von der Lippe (1592–1646) ⚭ Graf Georg Hermann von Holstein-Schaumburg
                6. Katharina (1594–1600)
                7. Maria Magdalena Gräfin und Edle zur Lippe (1595–1640)
                8. Ursula (1598–1638) ⚭ Graf Johann Ludwig (Nassau-Hadamar) (1590–1653)
                9. Sophie (1599–1653) ⚭ Fürst Ludwig I. (Anhalt-Köthen) (1579–1650)
                10. Philipp I. (Schaumburg-Lippe) (1601–1681) ⚭ Sophie von Hessen-Kassel (1615–1670), Tochter von Moritz (Hessen-Kassel) (1572–1632); → Nachfahren siehe unten, Haus Schaumburg-Lippe

              4. Bernhardine zur Lippe (1563–1628) ⚭ Graf Ludwig (Leiningen-Leiningen) (1557–1622)

            2. Margarete zur Lippe, Äbtissin von Herford 1565–1578
            3. Hermann Simon (Lippe-Sternberg), Graf 1559–1576 ⚭ Ursula von Spiegelberg
              1. Philipp (Lippe-Sternberg) († 1583), Graf von Spiegelberg und Pyrmont

        2. Simon III. zur Lippe (um 1430–1498), Fürstbischof von Paderborn 1463–1498

#### Haus Lippe-Detmold
1. Simon VII. (Lippe) (1587–1627) ⚭ (I) Anna Katharina von Nassau-Wiesbaden (1590–1622); ⚭ (II) Maria Magdalena von Waldeck-Wildungen (1606–1671), Tochter von Graf Christian (Waldeck) (1585–1637); → Vorfahren siehe oben, Haus Lippe
  1. (Sohn) (1609)
  2. Simon Ludwig (Lippe) (1610–1636) ⚭ Katharina von Waldeck-Wildungen (1612–1649), Tochter von Graf Christian (Waldeck) (1585–1637)
    1. Simon Philipp (Lippe) (1632–1650)
    2. Hermann Otto zur Lippe (1633–1646)
    3. Ludwig Christian zur Lippe (1636–1646)

  3. Marie Elisabeth (Lippe) (1611–1667) ⚭ Graf Christian Friedrich (Mansfeld) (1615–1666)
  4. Anna Katharina (Lippe) (1612–1659) ⚭ Fürst Friedrich (Anhalt-Harzgerode) (1613–1670)
  5. Johann Bernhard (Lippe) (1613–1652)
  6. Otto Heinrich (Lippe) (1614–1648), ermordet
  7. Hermann Adolf (Lippe) (1616–1666) ⚭ (I) Ernestine zu Ysenburg-Büdingen-Birstein (* 9. Februar 1614; † 5. Dezember 1665); ⚭ (II) Amalia zu Lippe-Brake (* 20. September 1629; † 19. August 1676), Tochter von Graf Otto (Lippe-Brake) (1589–1657)
    1. Simon Heinrich (Lippe) (1649–1697) ⚭ Amalia von Dohna-Schlobitten (1645–1700), Tochter von Graf Christian Albrecht von Dohna (1621–1677), kurbrandenburgischer General
      1. Friedrich Adolf (Lippe) (1667–1718) ⚭ (I) Johanna Elisabeth von Nassau-Dillenburg (* 1663; † 9. Februar 1700), Tochter von Adolf von Nassau-Schaumburg (1629–1676); ⚭ (II) Amalie zu Solms-Hohensolms (* 13. Oktober 1678; † 14. Februar 1746), Tochter von Ludwig von Solms-Hohensolms (1646–1707)
        1. Simon Heinrich Adolf (Lippe) (1694–1734) ⚭ Johanna Wilhelmine von Nassau-Idstein (1700–1756), Tochter von Fürst Georg August (Nassau-Idstein) (1665–1721)
          1. Elisabeth Henriette Amalia (* 10. Februar 1721; † 19. Januar 1793), Äbtissin des Stifts Cappel und des Stifts Lemgo 1751
          2. Luise Friederike (* 3. Oktober 1722; † 3. November 1777)
          3. Karl August (* 3. November 1723; † 16. Februar 1724)
          4. Henriette Auguste (1725–1777) ⚭ Herzog Friedrich (Schleswig-Holstein-Sonderburg-Glücksburg) (1701–1766)
          5. Karl Simon Friedrich (* 31. März 1726; † 18. Februar 1727)
          6. Simon August (Lippe) (1727–1782) ⚭ (I) Polyxena Louise von Nassau-Weilburg (* 27. Januar 1733; † 27. September 1764), Tochter von Karl August (Nassau-Weilburg) (1685–1753); ⚭ (II) Maria Leopoldine von Anhalt-Dessau (1746–1769), Tochter von Leopold II. Maximilian (Anhalt-Dessau) (1700–1751); ⚭ (III) Kasimire von Anhalt-Dessau (1749–1778), Tochter von Leopold II. Maximilian (Anhalt-Dessau) (1700–1751); ⚭ (IV) Christine von Solms-Braunfels (* 30. August 1744; † 16. Dezember 1823), Tochter von Fürst Friedrich Wilhelm (Solms-Braunfels) (1696–1761)
            1. Wilhelmine Caroline (1751–1753)
            2. Leopold I. (Lippe) (1767–1802), Fürst ⚭ Pauline zur Lippe (1769–1820), Tochter von Prinz Friedrich Albrecht (Anhalt-Bernburg) (1735–1796)
              1. Leopold II. (Lippe) (1796–1851) ⚭ Emilie von Schwarzburg-Sondershausen (1800–1867), Tochter von Günther Friedrich Carl I. (Schwarzburg-Sondershausen) (1760–1837)
                1. Leopold III. (Lippe) (1821–1875) ⚭ Elisabeth von Schwarzburg-Rudolstadt (1833–1896), Tochter von Fürst Albert (Schwarzburg-Rudolstadt) (1798–1869)
                2. Luise (1822–1887)
                3. Woldemar (Lippe-Detmold) (1824–1895) ⚭ Sophie von Baden (1834–1904), Tochter von Wilhelm von Baden (1792–1859)
                4. Friederike (1825–1897)
                5. Friedrich (1827–1854)
                6. Emile Herman (1829–1884)
                7. Alexander (Lippe) (1831–1905); → Linie ausgestorben
                8. Karl (1832–1834)
                9. Pauline (1834–1906)

              2. Friedrich zur Lippe (1797–1854), Oberst
              3. Tochter (1800)

            3. Kasimir August (1777–1809)

          7. Friedrich Adolf (* 30. August 1728; † 8. August 1729)
          8. Charlotte Clementine, Äbtissin (* 11. November 1730; † 18. Mai 1804)
          9. Ludwig Heinrich Adolf (* 7. März 1732 in Detmold; † 31. August 1800 in Lemgo) ⚭ (I) Anna von Hessen-Philippsthal-Barchfeld (* 14. Dezember 1735; † 7. Januar 1785), Tochter des Landgrafen Wilhelm von Hessen-Philippsthal-Barchfeld (1692–1761); ⚭ (II) Luise zu Isenburg und Büdingen in Philippseich (* 10. Dezember 1764; † 24. September 1844)
          10. Georg Emil (* 12. März 1733; † 8. Juli 1733)
          11. Wilhelm Albrecht August Ernst (* 11. Januar 1735; † 23. Januar 1791) ⚭ Wilhelmine von Trotha (* 14. Februar 1740; † 26. Februar 1793)
            1. Auguste (1774–1825)

        2. Karl Friedrich, (* 1. Januar 1695; † 28. Mai 1725)
        3. Amalia, *Detmold (* 11. November 1695; † 22. Dezember 1696)
        4. Charlotte Amalie, (* 7. September 1697; † 14. Juni 1699)
        5. Leopold Hermann, (* 8. August 1698; † 31. August 1701)
        6. Friedrich August, (* 5. November 1699; † 11. Dezember 1724)
        7. Amalie Luise (* 5. August 1701; † 19. April 1751)
        8. Elisabeth Charlotte (* 12. Juli 1702; † 27. März 1754), Äbtissin von St. Marien in Lemgo (1713–1751),
        9. Karl Simon Ludwig (* 1. Oktober 1703; † 28. März 1723)
        10. Franziska Charlotte (1704–1738) ⚭ Graf Friedrich Belgicus Karl von Bentheim-Steinfurt (1703–1733)
        11. Maximilian Heinrich (* 12. Juni 1706; † 17. Juni 1706)
        12. Karl Josef (* 25. August 1709; † 27. März 1726)
        13. Friederike Adolphine (1711–1766) ⚭ Friedrich Alexander von Lippe-Detmold (1700–1769), Sohn von Ferdinand Christian von Lippe-Detmold (1668–1724)

      2. Ferdinand Christian (1668–1724) ⚭ Henriette Ursula von Dohna (1663–1712), Tochter von Friedrich von Dohna (1621–1688)
        1. Friedrich Alexander (1700–1769) ⚭ Friederike Adolphine von Lippe-Detmold (1711–1766), Tochter von Friedrich Adolf (Lippe) (1667–1718)
          1. Friedrich Christian (1752–1777)
          2. Simon Ludwig (1753–1776)

      3. Henriette Sofie (1669)
      4. Heinrich Ernst (1671–1691)
      5. Johanna Sofie (1672–1675)
      6. Albertine (1673)
      7. Charlotte Albertine (1674–1740) ⚭ Graf Karl von Wied-Runkel (1684–1764)
      8. Wilhelm Simon (1676–1681)
      9. Theodor August (1677)
      10. Christoph Ludwig (Lippe) (1679–1747) ⚭ Anna Susanna Fontanier (1686–1728) (morganatisch)
        1. Anna Charlotte (1724–1796) ⚭ Karl Ernst von Schleswig-Holstein-Sonderburg-Glücksburg (1706–1761)

      11. Theodor Emil (1680–1709), gefallen
      12. Simon Karl (1682–1703), gefallen
      13. Sofie Florentine (1683–1758) ⚭ Graf Maximilian Heinrich von Wied-Runkel (1681–1706)
      14. Freda Henriette (1685–1686)
      15. Wilhelm Karl Dietrich (1686–1687)
      16. August Wolfhart (1688–1739)

    2. Anna Maria (1651–1690)
    3. Sophie Ernestine (1652–1702), Nonne
    4. Johanna Elisabeth (1653–1690) ⚭ Graf Christoph Friedrich zu Dohna-Lauck (1652–1734), Sohn von Graf Fabian III. von Dohna (1617–1668)

  8. Juliana Ursula (Lippe) (1617–1630)
  9. Johann Ludwig (Lippe) (1618–1628)
  10. Friedrich Philipp (Lippe) (1619–1629)
  11. Magdalena (Lippe) (1620–1646)
  12. Simon (Lippe) (1620–1624)
  13. Christian (Lippe) (1623–1634)
  14. Sofie Elisabeth (Lippe) (1624–1688) ⚭ Graf Georg Wilhelm (Leiningen)
  15. Jobst Hermann (Lippe), Graf zur Lippe-Sternberg-Schwalenberg (1625–1678) ⚭ Elisabeth Juliane zu Sayn-Wittgenstein (1634–1689); → Nachfahren siehe unten, Haus Lippe-Biesterfeld

##### Haus Lippe-Biesterfeld (Von Jobst Hermann bis Karl Ernst Casimir)
1. Jobst Hermann (Lippe), Graf zur Lippe-Sternberg-Schwalenberg (1625–1678) ⚭ Elisabeth Juliane Gräfin zu Sayn-Wittgenstein (1634–1689); → Vorfahren siehe oben, Haus Lippe-Detmold
  1. Simon Johann (1655–1656)
  2. Juliane Elisabeth (1656–1709)
  3. Johann August (1657–1709)
  4. Sofie Charlotte (1658–1672)
  5. Simon Christian (1659–1660)
  6. Theodor Adolf (1660–1709)
  7. Maria Christine (1662–1710)
  8. (Sohn) (1663)
  9. Christiane Ernestine (1664–1686)
  10. Anna Auguste (1665–1730)
  11. Johann Friedrich (1666–1712)
  12. Magdalene Emilie (1667–1677)
  13. Concordia Dorothea (1668–1677)
  14. Georg Ludwig Johann (1670–1693)
  15. Rudolf Ferdinand (1671–1736) ⚭ Juliane Luise von Kunowitz (1671–1754)
    1. Kasimir Hermann (1706–1726)
    2. Friedrich Karl August (Lippe) (1706–1781), Graf und Edler Herr zur Lippe-Biesterfeld ⚭ Barbara Eleonore zu Solms-Baruth und Tecklenburg (1707–1744), Tochter von Johann Christian I. von Solms-Baruth (1670–1726)
      1. Wilhelmine Luise Constantine (1733–1766) ⚭ (I) Seyfried Graf von Promnitz (1734–1760); ⚭ (II) Johann Christian Graf von Solms-Baruth (1733–1800), Sohn von Graf Johann Karl von Solms-Baruth (1702–1735)
      2. Simon Rudolph Ferdinand (1734–1739)
      3. Karl Ernst Casimir (1735–1810) ⚭ Ferdinande von Bentheim-Tecklenburg (1734–1779); → Nachfahren siehe unten, Haus Lippe-Biesterfeld
      4. Friedrich Wilhelm (1737–1803) ⚭ Johanna von Meinertzhagen (1752–1811)[2]
      5. Maria Wilhelmine Henriette (1740–1741)
      6. Ludwig Heinrich (1743–1794) ⚭ Elisabeth Kellner Gräfin zur Lippe-Falkenflucht (1765–1794) – Lippe-Falkenflucht
      7. Marie Barbara Eleonore (1744–1776) ⚭ Wilhelm (Schaumburg-Lippe) (1724–1777)
      8. Ferdinand Johann Benjamin (1744–1772) ⚭ Wilhelmine von Schönburg-Lichtenstein (1746–1819)
        1. Friederike (1769–1789)
        2. Auguste (1771–1803)
        3. Wilhelm (1772–1809)

    3. Anton Friedrich Ludwig (1707–1718)
    4. Ferdinand Johann Ludwig (1709–1781) ⚭ Ernestine von Solms-Baruth (1712–1769), Tochter von Johann Christian I. von Solms-Baruth (1670–1726); → Nachfahren siehe unten, Linie Lippe-Weißenfeld
    5. (Sohn) (1709)
    6. Henriette Luise Wilhelmine (1711–1752) ⚭ Johann Karl Graf von Solms-Baruth (1702–1735), Sohn von Johann Christian I. von Solms-Baruth (1670–1726)
    7. Charlotte Mauritia († 1722)

  16. Wilhelm Christian (1672–1674)
  17. Simon Christian (1674–1677)
  18. Elisabeth Charlotte (1675–1676)
  19. Sofie Juliane (1676–1705) ⚭ Heinrich Albrecht Graf von Sayn-Wittgenstein-Hohenstein (1658–1723)
  20. Justine Hermine (1679–1704)

###### Haus Lippe-Biesterfeld (Ab Karl Ernst Casimir)
1. Karl Ernst Casimir (1735–1810) ⚭ Ferdinande von Bentheim-Tecklenburg (1734–1779)
  1. Karl (1772–1778)
  2. August (1773–1774)
  3. Herman (1775–1784)
  4. Wilhelm Ernst (Lippe-Biesterfeld) (1777–1840) ⚭ Modeste von Unruh (1781–1854), Tochter von Karl Philipp von Unruh (1731–1805), Generalleutnant
    1. Elisabeth Caroline Modeste (1805–1806)
    2. Ernestine (1806)
    3. Paul Karl (1808–1836)
    4. Agnes (1810–1887) ⚭ (I) Prinz Karl Friedrich Wilhelm Biron von Curland auf Wartenberg (1811–1848), Sohn von Gustav Kalixt von Biron (1780–1821), preuß. Generalleutnant; ⚭ (II) Leopold Graf von Ziethen (1802–1870), Sohn von Hans Ernst Karl von Zieten (1770–1848)
    5. Julius (1812–1884) ⚭ Adelheid Gräfin zu Castell-Castell (1818–1900), Tochter von Friedrich Ludwig zu Castell-Castell (1791–1875)
      1. Ernst (1840–1840)
      2. Emilie (1841–1892) ⚭ Otto I. zu Salm-Horstmar (1833–1892)
      3. Ernst zur Lippe-Biesterfeld (1842–1904), Grafregent von Lippe-Detmold ⚭ Caroline Gräfin von Wartensleben (1844–1905)
        1. Adelheid Caroline Mathilde Emilie Agnes Ida Sophie (1870–1948) ⚭ Prinz Friedrich von Sachsen-Meiningen (1861–1914), General, gefallen
        2. Leopold IV. (Lippe), Fürst zur Lippe (1871–1949), entsagt 1918 dem Thron ⚭ (I) Berta von Hessen-Philippsthal-Barchfeld (1874–1919), Tochter von Wilhelm von Hessen-Philippsthal-Barchfeld (1831–1890); ⚭ (II) Anna zu Ysenburg-Büdingen († 1980)
          1. Ernst Leopold Prinz zur Lippe (1902–1987) ⚭ (I) Charlotte Ricken (1900–1974); ⚭ (II) Herta Elise Weiland (1911–1970)
            1. Ernst Leopold (* 1940) ⚭ Katrin Hein (* 1941)
            2. Victoria (1943–1988) ⚭ (I) Wolfram Wickert (* 1941); ⚭ (II) Christoph Pudelko (1932–2017)

          2. Leopold Bernhard (1904–1965)
          3. Karoline (1905–2001) ⚭ Hans Graf von Kanitz, Generalmajor (1893–1968)
          4. Chlodwig (1909–2000) ⚭ Veronika Holl (* 1915)
            1. Winfried Chlodwig (* 1941) ⚭ Katharine Rochmann (* 1942)

          5. Sieglinde (1915–2008) ⚭ Friedrich Karl Heldman (1904–1977)
          6. Armin Prinz zur Lippe (1924–2015) ⚭ Traute Becker (1925–2023)
            1. Stephan Leopold (* 1959), Besitzer von Schloss Detmold, ⚭ Maria Gräfin zu Solms-Laubach (* 1968), Tochter von Otto Graf zu Solms-Laubach (1926–1973) und Madeleine Prinzessin zu Sayn-Wittgenstein-Berleburg
              1. Bernhard Leopold (* 1995)
              2. Heinrich Otto (* 1997)
              3. Wilhelm Benjamin (* 1999)
              4. Luise Anna Astrid Christiane Viktoria (* 2001)
              5. Mathilde Pauline Anna Elisabeth (* 2003)[3]

        3. Bernhard zur Lippe (1872–1934) ⚭ Armgard von Cramm (1883–1971), Tochter von Aschwin Thedel Adelbert von Cramm
          1. Bernhard zur Lippe-Biesterfeld (1911–2004) ⚭ Königin Juliana der Niederlande (1909–2004) (Haus Mecklenburg), Tochter von Heinrich zu Mecklenburg (1876–1934)
            1. Beatrix (Niederlande) (* 1938) ⚭ Claus von Amsberg (1926–2002)
            2. Irene von Oranien-Nassau (* 1939) ⚭ Carlos Hugo von Bourbon-Parma (1930–2010)
            3. Margriet von Oranien-Nassau (* 1943) ⚭ Pieter van Vollenhoven (* 1939)
            4. Christina von Oranien-Nassau (1947–2019) ⚭ Jorge Guillermo (* 1946)
            5. → siehe auch Stammliste des Hauses Nassau

          2. Ernst Aschwin (1914–1988) ⚭ Simone Arnoux (* 1915)

        4. Karola Elisabeth Alwine Auguste Kyda Leonore Anna (1873–1958)
        5. Julius Ernst zur Lippe-Biesterfeld (1873–1952) ⚭ Victoria Marie von Mecklenburg-Strelitz (1878–1948), Tochter von Großherzog Adolf Friedrich V. (Mecklenburg) (1848–1914)
          1. Elisabeth Karoline (1916–2013) ⚭ Prinz Ernst August von Solms-Braunfels (1892–1968), Sohn von Hermann von Solms-Braunfels (1845–1900)
          2. Ernst August (1917–1990) ⚭ Christa von Arnim (* 1923)
            1. Friedrich Wilhelm (* 1947) ⚭ Andrea Messner
              1. Catharina (* 1991)
              2. Marie Christine (* 1996)
              3. Sophie (* 2002)

            2. Marie (* 1949) ⚭ Nikolaus von Itzenplitz
            3. Ernst August (* 1952) ⚭ (I) Maria Gräfin von Magnis; ⚭ (II) Gerlinde Inge Möltner
            4. Regina (* 1959) ⚭ Peter Clemens Jacubowsky

        6. Matilde Emma Hermine Anna Minna Johanna (1875–1907)

      4. Adalbert (1843–1890)
      5. Mathilde (1844–1890)
      6. Leopold (1846–1908) ⚭ Friederike von Schwerin (1867–1945)
      7. Kasimir (1847–1880)
      8. Oskar (1848–1849)
      9. Johanna (1851–1859)
      10. Friedrich (1852–1892) ⚭ Marie Prinzessin zu Löwenstein-Wertheim-Freudenberg (1862–1941)
        1. Adelheid (1884–1961) ⚭ Heinrich Prinz von Schönburg-Waldenburg (1863–1945), auf Schloss Droyßig
        2. Olga (1885–1972) ⚭ Konrad Graf zu Erbach-Erbach (1881–1945)
        3. Marie (1890–1973) ⚭ Carl Fürst zu Ysenburg und Büdingen (1875–1941)

      11. Elisabeth (1853–1890)
      12. Rudolf (1856–1931) ⚭ Luise von Ardeck (1868–1959), Tochter von Landgraf Wilhelm von Hessen-Philippsthal-Barchfeld (1831–1890), kaiserlicher Konteradmiral
        1. Friedrich Wilhelm zur Lippe (1890–1938) ⚭ Godela von Oven (1906–1989)
          1. Rudolf zur Lippe (1937–2019) ⚭ Beatrice Colonne di Giovellina
            1. Friedrich (* 1982)

        2. Ernst (1892–1914)
        3. Marie Adelheid (1895–1993) ⚭ (I) Prinz Heinrich XXXII. Reuß zu Köstritz (1878–1935); ⚭ (II) Heinrich XXXV. Prinz Reuß j.L. (1887–1936), Sohn von Heinrich VII. Reuß zu Köstritz (1825–1906); ⚭ (III) Hanno Konopath (1882–1962)

      13. Friedrich Wilhelm (1858–1914) ⚭ Gisela Gräfin zu Ysenburg-Büdingen (1871–1964)
        1. Calixta Agnes (1895–1982) ⚭ Prinz Waldemar von Preußen (1889–1945)
        2. Barbara Eleonore (1897–1983) ⚭ Nikolaus Graf von Luckner (1894–1966)
        3. Simon Kasimir (1900–1980) ⚭ Ilse Splittgerber (1909–2004)

      14. Friedrich Carl (1861–1901)

    6. Matilde (1813–1878)
    7. Emma (1815–1842)
    8. Hermann (1818–1877)
    9. Leopold (1821–1872)

  5. Johann Karl (1778–1844) ⚭ Bernardine von Sobbe (1784–1843)
    1. Johanna (1807–1830) ⚭ Heinrich von Roeder (1804–1884), preuß. General der Infanterie
    2. Pauline (1809–1888)
    3. Konstantin (1811–1861) ⚭ Wilhelmine Gräfin von Vincke (1817–1888)
    4. Amalie (1814–1879) ⚭ Carl Christian von Waldeck-Pyrmont (1803–1846)
    5. Bernhard (1815–1827)
    6. Karl (1818–1883)

###### Linie Lippe-Weißenfeld
(Grafen, seit 28. Februar 1916 Prinzen)
1. Ferdinand Johann Ludwig (1709–1781) ⚭ Ernestine Gräfin zu Solms-Baruth (1712–1769), Tochter von Johann Christian I. Graf zu Solms-Baruth (1670–1726); → Vorfahren siehe oben, Haus Lippe-Biesterfeld
  1. Friedrich Ludwig (1737–1791) ⚭ (I) Eleonore Gräfin von Gersdorff (1752–1772); ⚭ (II) Wilhelmine Freiin von Hohenthal (1748–1789). Die Familie erwarb vor 1780 Schloss Saßleben (NL).[4]
    1. Ferdinand (1772–1846) ⚭ Gustave von Thermo (1789–1868), Tochter von Gustav von Thermo (1762–1835), Landrat des Kreises Calau – ab 1797 Herr der Herrschaft Baruth (Oberlausitz) – Baruther Linie
      1. Gustav (1805–1882) ⚭ Ida zur Lippe-Weißenfeld (1819–1878), Tochter von Christian zur Lippe-Weißenfeld (1777–1859)
        1. Ferdinand (1844–1900) ⚭ Magarete von Winterfeldt (1858–1903)
        2. Georg (1850–1915)
        3. Ernst (1856–1866)
        4. Helene (1846–1853)
        5. Margarethe (1855–1856)

      2. Hugo (1809–1868) ⚭ Wilhelmine Schenk von Geyern – Die Nachfahren veräußerten Gut und Schloss Saßleben vor 1879.[5]
        1. Simon (1852–1852)
        2. Erich (1853–1928) ⚭ Marie Louise Schroeder Freifrau von Saalberg f. Gräfin zur Lippe-Saalberg (1842–1933)[6]
          1. Sophie Charlotte (1877–1956)

        3. Klementine Amalie (1861–1885)
        4. Ida (1863–1927)

      3. Agnes (1806–1872)
      4. Franziska (1808–1886) ⚭ Hermann von Patow (1801–1884), Sohn von Bernhard von Patow (1767–1842)
      5. Bertha (1817–1887)
      6. Gabriele (1827–1864) ⚭ Oktavio von Boehn (1824–1899), General der Infanterie

    2. Christian (1777–1859) ⚭ (I) Friederike von Hohenthal (1790–1827), Tochter von Peter Carl Wilhelm von Hohenthal (1754–1825), sächsischer Minister; ⚭ (II) Wilhelmine von Egidy (1808–1878) – Nachfahren tätig in Niesky, Teichnitz, Pirna, Dresden, Döberkitz
      1. Marie (1810–1877)
      2. Emma (1811–1820)
      3. Oskar (1813–1864)
      4. Klementine (1815–1895)
      5. Friedrich (1817–1875)
      6. Ida (1819–1878) ⚭ Gustav zur Lippe-Weissenfeld-Baruth (1805–1882), Sohn von Ferdinand zur Lippe-Weissenfeld-Baruth (1772–1846)
      7. Franz zur Lippe-Biesterfeld-Weißenfeld (1820–1880), General der Kavallerie ⚭ 1859 Freiin Marie Sophie von Beschwitz (1836–1921)
        1. Clemens zur Lippe-Biesterfeld-Weißenfeld (1860–1920) ⚭ Friederike Freiin von Carlowitz (1878–1942) – Einheirat auf Schloss Proschwitz in Sachsen
          1. Karl Franz Ferdinand (1903–1939) ⚭ Dorothea Pauline Prinzessin von Schönburg-Waldenburg (1905–2000), letzter Herr auf Baruth in Sachsen, Rackel und Buchwalde
            1. Franz Clemens Ulrich (1929–1995)
            2. Margarete Friederike Pauline (1932–2010)
              1. Hagen Walter Friednand (* 1975) ⚭ Charlotte Ehrengard Freiin von Wilmowsky (* 1975), Neurologin

          2. Theodor Georg Ludwig Christian (1907–1996), auf Teichnitz, Lubachau, Gersdorf und Schloss Proschwitz, Mitherr auf Sornitz ⚭ Pauline Gräfin zu Ortenburg (1913–2002) – 1945 enteignet und vertrieben; gingen nach Schweinfurt
            1. Clemens Friedrich Ludwig Bernhard Simon Ferdinand (* 1937) ⚭ Kassandra – ging nach Amerika
              1. Jan Hendrik Christian (* 1970)
              2. Christine Elisabeth (* 1973)

            2. Friedrich Christian Hermann Georg Heinrich (* 1939)
            3. Ferdinand Jobst Hermann Carl Ernst Joachim (* 1942) ⚭ Karoline Freiin von Feilitzsch
              1. Ferdinand Clemens Christian (* 1976) ⚭ Auguste M. P. von Bayern (* 1979), Ornithologin

            4. Christian Franz Georg (* 1945)
            5. Georg Christian Heinrich Bernhard (* 1957) ⚭ Alexandra Gerlach (* 1963), Journalistin, betreibt als „Wiedereinrichter“ das Weingut Schloss Proschwitz
              1. Georg Moritz (* 2004)

            6. Elisabeth Ilka Friedrike Anna-Luise (* 1940) ⚭ Prosper Graf zu Castell-Castell

        2. Alfred (1865–1937)
        3. Ernst (1870–1914) ⚭ Anna Prinzessin zu Ysenburg und Büdingen
          1. Eleonore (1913–1964) ⚭ Adolph Sweder Hubertus Graf von Rechteren-Limpurg (1910–1972)

        4. Margarethe (1861–1937)
        5. Friederike (1862–1864)
        6. Elisabeth (1868–1952) ⚭ Fürst Wilhelm von Hanau-Hořovice (1836–1902)
        7. Sophie (1876–1949) ⚭ Adolf von Arnim (1875–1931), Sportfunktionär

      8. Theodor zur Lippe-Biesterfeld-Weißenfeld (1822–1894) ⚭ Marie Luise von Arnim (1844–1925), Tochter von Friedrich Henning von Arnim (1804–1885), Unternehmer, Politiker – lebte in Teichnitz und Dresden (Mitglied des Landtags)
      9. Lydia (1824–1897) ⚭ Albert von Oppen (1810–1889), Sohn von Ferdinand von Oppen (1747–1827)
      10. Wilhelmine (1837–1893)
      11. Johanna (1840–1859)

    3. Ludwig (1781–1860) ⚭ Auguste Gräfin von Hohenthal (1795–1856) – Nachfahren lebten mit Ausnahme von Adolfs Familie weitgehend in Sachsen
      1. Adolf zur Lippe-Biesterfeld-Weißenfeld (1812–1888), Arzt – ging nach Amerika ⚭ (I) Theresia Eichhorn (1815–??); ⚭ (II) Louise Augustine d’Arcy († 1890)
        1. Constantin (1840–1885)
        2. Louise (1842–1843)
        3. Francis Louis (1845)
        4. Auguste Camilla (1847–1884), Carlisle und Philadelphia
        5. Helena, mit zwei Monaten verstorben
        6. William Alphonse (1850–1912), Carlisle und Philadelphia

      2. Leopold zur Lippe-Biesterfeld-Weißenfeld (1815–1889), preuß. Justizminister
      3. Otto (1818–1893)
      4. Anton (1819–1841)
      5. Ernst zur Lippe-Weißenfeld (1825–1909)
      6. Robert (1826–1859)
      7. Pauline (1813–1890) ⚭ Ernst von Klengel
      8. Therese (1816–1837)
      9. Mathilde (1821–1836)
      10. Louise (1823)
      11. Sophie (1827–1893) ⚭ Deodato José Lobo da Silveira, Graf von Oriola (1820–1873)
      12. Johanna (1828–1862) ⚭ Gustav Archibald von Zedlitz-Leipe (1824–1914), Mitglied des Preußischen Herrenhauses

    4. Henriette (1779–1834)
    5. Marianne (1783)
    6. Wilhelmine (1788–1793)

  2. Luise Konstanze (1739–1812)
  3. Karl Christian (1740–1808) ⚭ Henriette Luise von Callenberg (1745–1799)
    1. Henriette (1775–1780)
    2. Alexander (1776–1839)
    3. Bernhard Heinrich Ferdinand (1779–1857) ⚭ Emilie von Klengel (1785–1865)
      1. Armin Graf zur Lippe-Weißenfeld (1825–1899) ⚭ Elise von Emminghaus (1826–1902)
        1. Frieda (1852–1945)
        2. Kurt (1855–1934) ⚭ (I) Sophie von Klengel (1857–1945); ⚭ (II) Johanna Krischke (1894–1987)
          1. Marie Sophie (1886–1946)
          2. Karl Christian zur Lippe-Weißenfeld (1889–1942) ⚭ Hedwige von Trotha (1903–1988), Tochter von Hans Thilo von Trotha
            1. Karl Christian (1930–2013)

          3. Anne Christine (1890–1966) ⚭ Wilhelm Oswald (1890–1975)
          4. Kurt (1901–1961) ⚭ Lille Zetzsche (1904–1967)
            1. Fritjof Ludwig (* 1943) ⚭ Regina Rheinhold Endermann (* 1949)
              1. Torsten (1969–2007)

          5. Armin (1919–1943)

        3. Anna (1861–1952) ⚭ Thilo von Westernhagen (1853–1920)
        4. Jobst-Hermann (1865–1945) ⚭ Margarete Gräfin zu Solms-Sonnewalde (1870–1932), Tochter von Graf Peter von Solms-Sonnewald (1840–1922)

      2. Isolde (1821–1880) ⚭ Georg Heinrich Wolf von Arnim (1800–1855)
      3. Cälestine (1823–1900), Nonne

    4. Hermann (1783–1841) ⚭ (I) Caroline Freiin von Lang (1782–1815); ⚭ (II) Dorothee Freiin von Lang (1779–1835); ⚭ (III) 1831 Mathilde von Hartitzsche (1800–1886)
      1. Octavio (1808–1885) ⚭ (I) Marie Gräfin von Nergersen (1809–1863); ⚭ (II) Leonie Mittrowsky (1846–1877)
        1. Wilhelm (1836–1892)
        2. Elisabeth (1837)
        3. Egmont (1841–1896) ⚭ Carola Freiin von Stillfried-Rattonitz (1847–1925), Tochter von Philipp Franz von Stillfried-Rattonitz (1808–1887)
          1. Rüdiger (1880–1960) ⚭ Margit Gräfin Zedtwitz von Moravan-Deppau (1886–1973)
          2. Marie (1880–1959) ⚭ Graf Oscar von Christalnigg von und zu Gillitzstein (1862–1934)
          3. Alfred (1881–1960) ⚭ Anna Gräfin von Goëss (1895–1972)
            1. Egmont (1918–1944)
            2. Carola (1920–1970) ⚭ Heinrich Krafft von Dellmensingen (1910–2000)
            3. Sophie (1922–2012) ⚭ Sergio Figueroa Tagle (1923-)
            4. Theodora (1924-) ⚭ Friedrich Weikhard Prinz von Auersperg (1923–2004)

        4. Arnold (1842–1908)
        5. Gabriele (1844–1902)
        6. Dietrich (1845–1849)
        7. Helene (1846–1853)
        8. Alfred (1848–1910) ⚭ Amalie Gräfin Pallavicini (1862–1925)
          1. Marie Therese (1892–1924) ⚭ Sigmund von Pott
          2. Amalia (1893–1984)
          3. Alfred (1896–1970) ⚭ Franziska von Schönborn-Buchheim (1902–1987), Tochter von Friedrich Karl von Schönborn-Buchheim (1869–1932)
            1. Alfred Karl (* 1922) ⚭ Irmgard Freiin Wagner von Wehrborn (* 1929)
              1. Teresa (* 1956)
              2. Elisabeth (* 1957) ⚭ Christoph Prinz von Schleswig-Holstein-Sonderburg-Glücksburg (* 1949), Sohn von Herzog Peter zu Schleswig-Holstein-Sonderburg-Glücksburg (1922–1980)
              3. Bernhard (* 1960) ⚭ Nina Mackenrodt (* 1968)

            2. Teresa Theodora (1925–2008) ⚭ (I) Baron Hans Heinrich Thyssen-Bornemisza de Kászon (1921–2002); ⚭ (II) Friedrich Maximilian Prinz von Fürstenberg (1926–1969) auf Schloss Werenwag

        9. Hermann (1851–1936) ⚭ Helen Baronessa Bianchi (1858–1947)

      2. Kurt Reinicke (1812–1895) ⚭ Georgine Acton (1823–1891)
        1. Constantin (1848–1885)
        2. Octavia (1851–1916)
        3. Eberhard (1854–1936) ⚭ Marie von Benyovsky (1865–1929)
          1. Hermann (1899–1944)

    5. Hermine (1801–1895)
    6. Irmgard (1803–1890) ⚭ Moritz Nitzschke († 1872)

  4. Albrecht (1742)
  5. Wilhelmine (1743–1797)
  6. Ludwig (1747–1777)
  7. Simon (1748–1763)
  8. Henriette (1753–1795) ⚭ Prinz Albert Friedrich von Anhalt-Dessau (1750–1811)

##### Linie Lippe-Brake
1. Otto (Lippe-Brake) (1589–1657) ⚭ Margarete von Nassau-Dillenburg (1606–1661), Tochter von Georg (Nassau-Dillenburg) (1562–1623); → Vorfahren siehe oben, Haus Lippe-Detmold
  1. Kasimir (Lippe-Brake) (1627–1700) ⚭ Amalie von Sayn-Wittgenstein-Homburg (1642–1683)
    1. Rudolph (Lippe-Brake) (1664–1707) ⚭ Dorothea Elisabeth von Waldeck (1661–1702), vor der Hochzeit Äbtissin des Stifts Schaaken, Tochter von Graf Christian Ludwig (Waldeck) (1635–1706)
      1. Charlotte Amalie (* 9. November 1692, † 1703 im Stift Schaaken)
      2. uneheliche Tochter mit Sophie Müllinghausen

    2. Otto (* 1. August 1665; † 3. August 1688 in Negroponte)
    3. Ferdinand (* 5. Januar 1668; † 27. September 1703 ⚔ bei Maastricht)
    4. Christine Marie (* 26. September 1673; † 31. Januar 1732) ⚭ 3. Januar 1696 Friedrich Moritz (Bentheim-Tecklenburg) (1653–1710)
    5. Hedwig Sophia (* 20. Februar 1669; † 5. April 1738) ⚭ 27. Oktober 1685 Ludwig Franz zu Sayn-Wittgenstein-Berleburg (* 17. April 1660; † 25. November 1694)
    6. Ernst (* 10. Mai 1670; † 19. Mai 1670)
    7. Ernestine, (* 1. November 1671; † 10. November 1671)
    8. Luisa (* 4. November 1676; † 9. November 1676)

  2. Ernst (1628)
  3. Amalia (1629–1676) ⚭ Graf Hermann Adolf (Lippe) (1616–1666)
  4. Juliane (1630–1631)
  5. Sabine (1631–1684)
  6. Dorothea (1633–1706) ⚭ Johann von Kunowitz (1624–1700)
  7. Wilhelm (1634–1690) ⚭ Ludowika Margareta von Bentheim-Tecklenburg
  8. Moritz (1635–1666)
  9. Friedrich (1638–1684) ⚭ Sophie Luise von Schleswig-Holstein-Sonderburg-Beck (1650–1714), Tochter von August Philipp (Schleswig-Holstein-Sonderburg-Beck) (1612–1675)
    1. Ludwig Ferdinand (Lippe-Brake) (1680–1709); → Linie ausgestorben

  10. Otillie (1639–1680) ⚭ Friedrich von Löwenstein-Wertheim-Virneburg (1629–1683)
  11. Georg (1641–1703), braunschw. Generalleutnant ⚭ Marie Sauermann († 1696)
  12. August zu Lippe-Brake (1643–1701), hess. Feldmarschall[7]

#### Haus Schaumburg-Lippe (Von Philipp I. bis Philipp II.)
1. Philipp I. (Schaumburg-Lippe) (1601–1681) ⚭ Sophie von Hessen-Kassel (1615–1670), Tochter von Moritz (Hessen-Kassel) (1572–1632); → Vorfahren siehe oben, Haus Lippe
  1. Elisabeth (1646)
  2. Eleonore Sophie (1648–1671)
  3. Johanna Dorothea (1649–1697) ⚭ Graf Johann Adolf (Bentheim-Tecklenburg) (1637–1704)
  4. Hedwig Luise (1650–1731) ⚭ Herzog August (Schleswig-Holstein-Sonderburg-Beck) (1652–1689)
  5. Wilhelm Bernhard (1651)
  6. Elisabeth Philippine (1652–1703) ⚭ Graf Philipp Christoph von Breuner
  7. Charlotte Juliana (1654–1684) ⚭ Graf Hans Heinrich von Kuefstein
  8. Friedrich Christian (Schaumburg-Lippe) (1655–1728) ⚭ (I) Johanna Sophie zu Hohenlohe-Langenburg (1673–1743), Tochter des Grafen Heinrich Friedrich zu Hohenlohe-Langenburg (1625–1699); ⚭ (II) Maria Anna Viktoria von Gall, Tochter des Barons Johann Michael von Gall
    1. Friedrich August (1693–1694)
    2. Wilhelm Ludwig (1695)
    3. Sophie Charlotte (1697)
    4. Philipp (1697–1698)
    5. Albrecht Wolfgang (Schaumburg-Lippe) (1699–1748) ⚭ (I) Margarete Gertrud von Oeynhausen (1701–1726); ⚭ (II) Charlotte von Nassau-Siegen (1702–1785), Tochter von Friedrich Wilhelm I. Adolf (Nassau-Siegen) (1680–1722)
      1. Georg (1722–1742)
      2. Wilhelm (Schaumburg-Lippe) (1724–1777) ⚭ Marie Barbara Eleonore zu Lippe-Biesterfeld (1744–1776), Tochter von Friedrich Karl August (Lippe) (1706–1781)
        1. Emilie (1771–1774)

    6. Friedrich Ludwig Carl (1702–1776)

  9. Karl Hermann (1656–1657)
  10. Philipp Ernst (Lippe-Alverdissen) (1659–1723) ⚭ Dorothea Amalia von Schleswig-Holstein-Sonderburg-Beck (1656–1739)
    1. Friedrich (1689)
    2. Karl (1691–1693)
    3. Sophie (1692)
    4. Auguste (1693–1721) ⚭ Prinz Georg Hermann zu Leiningen-Westerburg (1679–1751)
    5. Friedrich Ernst(1694–1777) ⚭ Elisabeth Philippine von Friesenhausen (1696–1764)
      1. Philipp II. (Schaumburg-Lippe) (1723–1787); → Nachfahren siehe unten, Haus Schaumburg-Lippe
      2. Dorothea (1724–1751)
      3. Antoinette (1726–1800)
      4. Juliane (1728–1796)
      5. Albrecht (1730–1732)
      6. Charlotte (1731–1754)
      7. Albrecht (1733–1771)
      8. Johann Wilhelm (1735–1799) ⚭ Marie Caroline zu Löwenstein-Wertheim (1766–1830), Tochter von Johann Karl zu Löwenstein-Wertheim (1740–1816)
      9. Friederike (1736–1763)
      10. Ludwig August (1738)
      11. Auguste Friederike (1740–1747)

    6. Karl (1695–1714)
    7. Ferdinand (1697–1714)

##### Haus Schaumburg-Lippe (Ab Philipp II.)
1. Philipp II. (Schaumburg-Lippe) (1723–1787) ⚭ (I) Ernestine Albertine von Sachsen-Weimar (1722–1769), die Tochter des Herzogs Ernst August I. (Sachsen-Weimar-Eisenach) (1688–1748); ⚭ (II) Juliane von Hessen-Philippsthal (1761–1799), die Tochter des Landgrafen Wilhelm (Hessen-Philippsthal) (1726–1810) → Vorfahren siehe oben, Haus Schaumburg-Lippe
  1. Clemens August Ernst (1757)
  2. Karl Wilhelm Friedrich (1759–1780)
  3. Georg Karl Friedrich (1760–1776)
  4. Friederike Antoinette (1762–1777)
  5. Eleonore Luise (1781–1783)
  6. Wilhelmine Charlotte (1783–1858) ⚭ Graf Ernst Friedrich Herbert zu Münster (1766–1839)
  7. Georg Wilhelm (Schaumburg-Lippe) (1784–1860) ⚭ Ida Caroline Luise zu Waldeck und Pyrmont (1796–1869), Tochter von Fürst Georg I. (Waldeck-Pyrmont) (1747–1813)
    1. Adolf I. Georg (Schaumburg-Lippe) (1817–1893) ⚭ Hermine zu Waldeck und Pyrmont (1827–1910), Tochter von Prinz Georg II. (Waldeck-Pyrmont) (1789–1845)
      1. Hermine (1845–1930) ⚭ Herzog Maximilian von Württemberg (1828–1888)
      2. Georg (Schaumburg-Lippe) (1846–1911) ⚭ Marie Anna von Sachsen-Altenburg (1864–1918), Tochter von Moritz von Sachsen-Altenburg (1829–1907)
        1. Adolf II. (Schaumburg-Lippe) (1883–1936), Flugzeugabsturz ⚭ Ellen Bischoff-Korthaus (1894–1936), Flugzeugabsturz
        2. Moritz (1884–1920)
        3. Peter (1886)
        4. Wolrad zu Schaumburg-Lippe (1887–1962) ⚭ Bathildis zu Schaumburg-Lippe (1903–1983), Tochter von Prinz Albrecht zu Schaumburg-Lippe (1869–1942)
          1. Albrecht Georg Wilhelm (1926–1945), gefallen
          2. Philipp Ernst zu Schaumburg-Lippe (1928–2003) ⚭ Eva-Benita Freiin von Tiele-Winckler (1927–2013)
            1. Georg-Wilhelm (1956–1983)
            2. Alexander zu Schaumburg-Lippe (* 1958) ⚭ (I) Marie-Louise zu Sayn-Wittgenstein-Berleburg (* 1972); ⚭ (II) Nadja-Anna Zsoeks (* 1975)
              1. Heinrich-Donatus (* 1994)
              2. Felipa (* 2008)
              3. Philomena (* 2011)

          3. Konstantin (1930–2008)
            1. York (* 1960) ⚭ Susanne Seidensticker (1961–1992)
              1. Nicolai (1989–2016)

          4. Viktoria Luise (* 1940)

        5. Stephan (1891–1965) ⚭ Ingeborg Alix von Oldenburg (1901–1996), Tochter von Großherzog Friedrich August (Oldenburg, Großherzog) (1852–1931)
          1. Georg Moritz (1924–1970)
          2. Marie Alix (* 1923) ⚭ Peter Herzog von Schleswig-Holstein (1922–1980), Sohn von Wilhelm Friedrich zu Schleswig-Holstein (1891–1965)

        6. Heinrich (1894–1952) ⚭ Marie-Erika von Hardenberg (1903–1964)
          1. Dagmar (* 1934) ⚭ Christoph Kalau vom Hofe (1931–1981)

        7. Margaretha (1896–1897)
        8. Friedrich Christian zu Schaumburg-Lippe (1906–1983) ⚭ (I) Alexandra zu Castell-Rüdenhausen (1904–1961); ⚭ (II) Marie Luise von Schleswig-Holstein-Sonderburg-Glücksburg (1908–1969), Tochter von Albert zu Schleswig-Holstein-Sonderburg-Glücksburg (1863–1948) ⚭ (III) Hélène Mayr (1913–2006), Tochter von Maximilian Mayr (1878–1960) und Antonie von Bartolf (1871–1956), der geschiedenen Frau von Herzog Ludwig in Bayern (1831–1920)
          1. Maria Elisabeth (1928–1945)
          2. Wolfgang (* 1934)
          3. Christine (* 1936) ⚭ Albrecht von Süßkind-Schwendi (* 1937)

        9. Elisabeth (1909–1933)

      3. Peter Hermann (1848–1928)
      4. Emma (1850–1855)
      5. Ida Mathilde Adelheid (1852–1891) ⚭ Prinz Heinrich XXII. (Reuß-Greiz) (1846–1902)
      6. Otto Heinrich zu Schaumburg-Lippe (1854–1935) ⚭ Anna von Köppen (1860–1932)
      7. Adolf zu Schaumburg-Lippe (1859–1916), Regent von Lippe ⚭ Viktoria von Preußen (1866–1929), Tochter von Kaiser Friedrich III. (Deutsches Reich) (1831–1888)
      8. Emma (1865–1868)

    2. Mathilde (1818–1891) ⚭ Eugen Erdmann von Württemberg (1820–1875), preußischer General der Kavallerie
    3. Adelheid Christine zu Schaumburg-Lippe (1821–1899) ⚭ Herzog Friedrich (Schleswig-Holstein-Sonderburg-Glücksburg) (1814–1885)
    4. Ernst August (1822–1831)
    5. Ida Marie Auguste (1824–1894)
    6. Emma Auguste (1827–1828)
    7. Wilhelm zu Schaumburg-Lippe (1834–1906) ⚭ Bathildis von Anhalt-Dessau (1837–1902), Tochter von Friedrich August von Anhalt-Dessau (1799–1864)
      1. Charlotte von Schaumburg-Lippe (1864–1946) ⚭ König Wilhelm II. (Württemberg) (1848–1921)
      2. Franz (1865–1881)
      3. Friedrich zu Schaumburg-Lippe (1868–1945) ⚭ (I) Louise Caroline von Dänemark (1875–1906), Tochter von König Friedrich VIII. (Dänemark) (1843–1912); ⚭ (II) Antoinette von Anhalt (1885–1963), Tochter von Erbprinz Leopold von Anhalt (1855–1886)
        1. Marie-Luise Dagmar Bathildis Charlotte (1897–1938) ⚭ Prinz Friedrich Sigismund von Preußen (1891–1927), Sohn von Friedrich Leopold von Preußen (1865–1931)
        2. Christian (1898–1974) ⚭ Feodora von Dänemark (1910–1975), Tochter von Prinz Harald von Dänemark (1876–1949)
          1. Wilhelm (* 1939) ⚭ Ilona Hentschel Baronin von Gelgenheim (1940–2023)
            1. Christian (* 1971) ⚭ Lena Giese
              1. Julian (* 2012)

            2. Desiree (* 1974) ⚭ Michael Frederik Iuel

          2. Waldemar (1940–2020) ⚭ (I) 1977 (geschieden) Anne-Lise Johansen; ⚭ (II) 2001 (geschieden 2002) Karin Grundmann (* 1962); ⚭ (III) 2002 (geschieden 2003) Ruth Schneidewind (* 1949); ⚭ (IV) 2008 Gertraud Wagner-Schöppl (* 1956)
            1. Eleonore-Christine Eugenie Benita Feodora Maria (* 1978)

          3. Marie-Luise Friederike Cecile Alexandrine Helena Bathildis Stephanie (* 1945)
          4. Harald Christian Leopold Gustav (* 1948)

        3. Stephanie Alexandrine Hermine Thyra Xenia Bathildis Ingeborg (1899–1925) ⚭ Fürst Victor Adolf von Bentheim-Steinfurt (1883–1961), Sohn von Fürst Alexis von Bentheim-Steinfurt (1845–1919)
        4. Leopold Prinz zu Schaumburg-Lippe (1910–2006)
        5. Wilhelm (1912–1938)

      4. Albrecht zu Schaumburg-Lippe (1869–1942) ⚭ Elsa von Württemberg (1876–1936), Tochter von Wilhelm Eugen von Württemberg (1846–1877)
        1. Max zu Schaumburg-Lippe (1898–1974) ⚭ Helga-Lee zu Schaumburg-Lippe (1911–2005), Tochter von Karl Hermann Roderbourg
        2. Franz Josef (1899–1963)
        3. Alexander (1901–1923)
        4. Bathildis (1903–1983) ⚭ Wolrad zu Schaumburg-Lippe (1887–1962)

      5. Maximilian zu Schaumburg-Lippe (1871–1904) ⚭ Olga von Württemberg (1876–1932), Tochter von Wilhelm Eugen von Württemberg (1846–1877)
        1. Eugen zu Schaumburg-Lippe (1899–1929)
        2. Albrecht (1900–1984) ⚭ (I) Walburga von Hirschberg (1906–1986); ⚭ (II) Maria Gabriele von Pfetten-Arnbach (* 1927)
          1. Andrea zu Schaumburg-Lippe (* 1960) ⚭ Franz von Degenfeld-Schonburg (1962–2006)

        3. Bernhard zu Schaumburg-Lippe (1902–1903)

      6. Bathildis zu Schaumburg-Lippe (1873–1962) ⚭ Fürst Friedrich (Waldeck-Pyrmont) (1865–1946)
      7. (Sohn) (1874)
      8. Adelheid zu Schaumburg-Lippe (1875–1971) ⚭ Herzog Ernst II. (Sachsen-Altenburg) (1871–1955)
      9. Alexandra (1879–1949)

    8. Hermann Otto (1839)
    9. Elisabeth (1841–1890) ⚭ Fürst Wilhelm von Hanau-Hořovice (1836–1902)

  8. Karoline Luise (1786–1846)

## Belege
1. ↑  Count Hermann of Everstein Archivierte Kopie (Memento des Originals vom 28. September 2007 im Internet Archive)  Info: Der Archivlink wurde automatisch eingesetzt und noch nicht geprüft. Bitte prüfe Original- und Archivlink gemäß Anleitung und entferne dann diesen Hinweis. am 26. Dezember 2006
2. ↑  Eine Gedächtnis-Predigt auf den Tod des verewigten Reichsgrafen Friedrich Wilhelm Grafen und Edlen Herrn zur Lippe-Biesterfeld
3. ↑  Deutscher Adel. Abgerufen am 11. März 2019 (deutsch).
4. ↑  Neues Genealogisches Reichs- und Staats-Handbuch auf das Jahr 1802. Band 1, Varrentrapp und Wenner, Frankfurt am Main 1802, S. 343.
5. ↑  Gothaisches Genealogisches Taschenbuch der Fürstlichen Häuser. (Hofkalender). 1942. 179. Jahrgang, Justus Perthes, Gotha 1941, S. 66.
6. ↑  Vgl. Geburtsanzeige für Erich zur Lippe-Saßleben, In: Leipziger Zeitung. №. 297. 1853, Leipzig, Freitag, den 16. Dezember 1853, S. 6169.
7. ↑  Lippe, (August Graf von der). In: Johann Heinrich Zedler: Grosses vollständiges Universal-Lexicon Aller Wissenschafften und Künste. Band 17, Leipzig 1738.